# CCL26
CCL26 (englisch CC-chemokine ligand 26) ist ein Zytokin aus der Familie der CC-Chemokine.

## Eigenschaften
CCL26 ist an Entzündungsprozessen beteiligt. Es wird im Herz, in der Lunge, in den Eierstöcken und in Interleukin-4-stimulierten Endothelzellen gebildet. CCL26 bindet an den Rezeptor CCR3 auf Eosinophilen und Basophilen.